# Laser à électrons libres
 (juin 2020).
Si vous disposez d'ouvrages ou d'articles de référence ou si vous connaissez des sites web de qualité traitant du thème abordé ici, merci de compléter l'article en donnant les références utiles à sa vérifiabilité et en les liant à la section « Notes et références ».

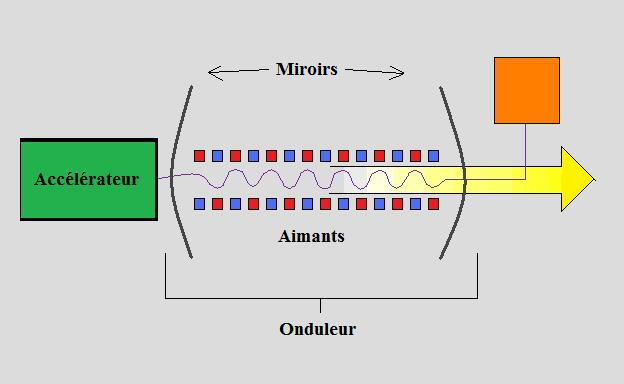
Schéma de principe du laser à électrons libres.

Un laser à électrons libres (en anglais : free electron laser : FEL) est un type de laser qui fonctionne en utilisant des électrons qui ne sont pas liés à un atome, d’où l'adjectif « libres », pour créer des photons. La lumière produite est à la fois cohérente, intense et peut avoir une longueur d'onde située dans une large gamme, depuis les micro-ondes jusqu'aux rayons X durs, en passant par l'ultra-violet, le domaine visible et l'infrarouge.

## Historique
Les lasers à électrons libres ont été suggérés en 1971 par le physicien John M.J. Madey, mais il n'a élaboré le premier laser de ce type avec ses collègues à l’université Stanford qu'en 1976.
Par la suite, la première démonstration expérimentale de l'effet SASE a été effectuée en 2003, par la machine de développement TESLA au sein du centre allemand DESY à Hambourg. Cette installation, rebaptisée FLASH (Free Electron LAser Hamburg), est maintenant utilisée à la fois comme machine de développement des technologies de laser à électrons libres, et comme installation de production de rayonnement FEL, dans une gamme d'énergie allant du visible à l'ultra-violet lointain. FLASH était en 2009 la seule installation de laser à électrons libres de grande envergure en fonctionnement. 
D'autres projets de lasers à électrons libres ont été réalisés depuis FLASH. On peut notamment citer :
- LCLS à Stanford, entré en service en avril 2009
- SACLA, le projet japonais de laser à électrons libres basé à SPring-8 et entré en service en 2011
- le projet European XFEL, lui aussi sur le site de DESY à Hambourg a été inauguré le 1er septembre 2017

## Fonctionnement
Du fait de l'absence de miroirs adaptés, le phénomène de pompage laser utilisé dans les lasers classiques (par exemple dans les lasers à gaz, ou dans les diodes laser) ne peut être employé pour produire de la lumière dans une large partie du spectre électromagnétique. Un principe de fonctionnement complètement différent doit alors être employé.
Les lasers à électrons libres ont un principe d'émission faisant intervenir des électrons non liés à un atome particulier. Ces électrons sont d'abord accélérés au sein d'accélérateurs de particules jusqu'à une énergie parfois supérieure à 15 GeV pour les plus grosses machines (la valeur varie en fonction de la longueur d'onde de la lumière que l'on veut produire), puis passent au travers d'un « ondulateur », qui n'est autre qu'une série d'aimants dont les pôles sont inversés. Il s'ensuit une trajectoire en zigzag des électrons et l'émission d'un rayonnement synchrotron. 
La grande différence entre les lasers à électrons libres et les machines à rayonnement synchrotron classiques se situe dans la longueur des ondulateurs : alors que ceux utilisés dans les machines classiques sont de taille modeste (au maximum quelques mètres pour des synchrotrons à rayons X), les ondulateurs des lasers à électrons libres peuvent faire jusqu'à plusieurs centaines de mètres pour les machines fonctionnant dans le domaine des rayons X durs. Pour la production de rayons X, European XFEL utilise un accélérateur linéaire supraconducteur à électrons permettant d'obtenir 27 000 impulsions par seconde. Avec une longueur de 3,4 km, il est le plus grand du monde dans sa catégorie.
Cette très grande longueur de l'ondulateur permet l'apparition d'un phénomène dit de micro-bunching au cours duquel le paquet d'électrons traversant l'ondulateur se trouve coupé en sous paquets, séparés d'une distance égale à la longueur d'onde de la lumière synchrotron produite (du fait de l'action de celle-ci vue comme un champ électromagnétique sur les électrons), et par suite d'un phénomène d'amplification exponentiel de la lumière produite (phénomène SASE ou self-amplified spontaneous emission), jusqu'à ce qu'une valeur dite de saturation (généralement très élevée) soit atteinte. Ce phénomène a aussi l'avantage de garantir une cohérence longitudinale (ou transverse) proche de 100 % de la lumière émise, faite d'impulsions ultra-lumineuses (1012 photons par impulsion) et ultracourtes (de l'ordre de 10-15seconde).
Les lasers à électrons libres présentent aussi l'intérêt de permettre la production d'impulsions de lumière très courtes, la longueur de l'impulsion reflétant celle de l'impulsion d'électrons à son origine (or la taille des paquets d'électrons peut être rendue très courte dans les accélérateurs linéaires qui n'ont pas besoin de fonctionner "à l'équilibre" comme les anneaux de stockage, du fait de la très faible durée de vie du paquet d'électrons).

## Utilité

### Application en recherche
Les lasers à électrons libres font partie de la famille des machines à rayonnement synchrotron, utilisés dans des domaines aussi diverses que la physique, la biologie, la géologie, ou l'étude non destructive d'œuvres d'art.
Ils se différencient des machines classiques de rayonnement synchrotron, tel que l'European Synchrotron Radiation Facility ou le Synchrotron SOLEIL par leur "brillance" (l'intensité des pulses de lumière qu'ils peuvent délivrer), par le haut niveau de cohérence de la lumière produite, ainsi que par la durée des pulses de lumière qu'ils peuvent produire.
Ces caractéristiques ouvrent la voie à tout un champ d'expériences non envisageables dans les machines synchrotron classiques, telles que (parmi d'autres) :
- l'imagerie cohérente de particules uniques,
- la spectroscopie par photo-corrélation de rayons X ultra rapides (XPCS)
- l'étude d'objets sous champs intenses
- l'étude temporelle de réactions chimiques complexes

### Applications médicales
Les lasers à électrons libres créent une lumière considérablement plus puissante et plus précise que toutes les autres sortes de lasers. La fréquence de la lumière peut être ajustée sur une très large gamme, allant de la lumière infrarouge aux rayons X. Pour cette raison, ils sont un vaste domaine d'expérimentation et de recherche dans plusieurs métiers. En médecine, les lasers peuvent facilement couper les tissus les moins résistants, comme la peau, en utilisant des longueurs d’onde d’environ 6,45 micromètres. En 1999, deux médecins, Dr. Michael Copeland et Dr. Pete Konrad ont réussi les trois premières chirurgies au laser à électrons libres. Plus récemment, en 2006, le Dr. Rox Anderson a proposé à la rencontre annuelle de l’American Society for Laser Medicine and Surgery qu’il serait possible de faire fondre les tissus adipeux sans couper la peau, puisque certaines longueurs d’onde passent à travers la peau et affectent ce qu'il y a dessous. Ce type de traitement pourrait aussi être utilisé pour traiter l'athérosclérose ou des maladies du cœur. Les lasers à électrons libres pourraient également être utilisés pour travailler les matériaux, comme les métaux et le polyester, pour changer leur texture, leur apparence, leur rigidité et plusieurs autres caractéristiques.